# Destilación destructiva
La destilación destructiva es el proceso químico de la descomposición del material no procesado calentándolo a una temperatura alta; el término se aplica generalmente al procesamiento de material orgánico en ausencia de aire o en presencia de cantidades limitadas de oxígeno u otros reactivos, catalizadores o disolventes, como vapor o fenoles. Es una aplicación de pirólisis. El proceso rompe o 'rompe' moléculas grandes. El coque, el gas de carbón, el gas de carbono, el alquitrán de hulla, el licor de amoníaco y el " aceite de carbón " son ejemplos de productos comerciales producidos históricamente por la destilación destructiva del carbón. La destilación destructiva de cualquier materia prima inorgánica particular produce solo una pequeña gama de productos como regla general, pero la destilación destructiva de materiales orgánicos comúnmente produce muchos compuestos, a menudo cientos, aunque no todos los productos de ningún proceso particular son de importancia comercial.  Los destilados son generalmente de peso molecular más bajo. Sin embargo, algunas fracciones polimerizan o condensan moléculas pequeñas en moléculas más grandes, incluidas las sustancias alquitranadas y los carbonos estables al calor. La trituración de materias primas en compuestos líquidos y volátiles, y la polimerización, o la formación de partículas y sólidos, pueden ocurrir en el mismo proceso, y cualquier clase de productos puede ser de interés comercial. 
Actualmente la principal aplicación industrial de la destilación destructiva es el carbón.
Históricamente, el proceso de destilación destructiva y otras formas de pirólisis condujeron al descubrimiento de muchos compuestos químicos o la elucidación de sus estructuras antes de que los químicos orgánicos contemporáneos hubieran desarrollado los procesos para sintetizar o investigar específicamente las moléculas progenitoras. Fue especialmente en los primeros días que la investigación de los productos de la destilación destructiva, como los de otros procesos destructivos, contribuyó a que los químicos dedujeran la naturaleza química de muchos materiales naturales. Los ejemplos más conocidos incluyen la deducción de las estructuras de piranasas y furanosas.

## Proceso

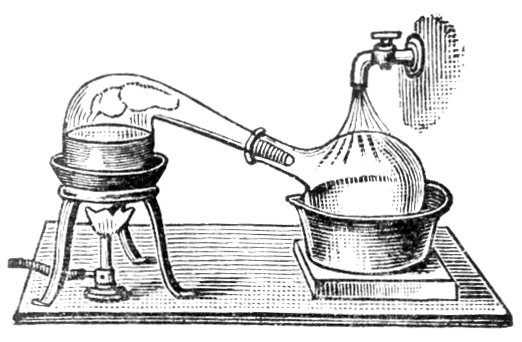
Muchos experimentos tempranos utilizaron réplicas para la destilación destructiva.

El proceso de pirólisis se puede llevar a cabo en un aparato de destilación (retorta) para formar los productos volátiles para la recolección.  La masa del producto representará solo una parte de la masa de la materia prima, debido a que gran parte del material permanece como carbón vegetal, cenizas y alquitranes no volátiles. En contraste, la combustión consume la mayor parte de la materia orgánica, y el peso neto de los productos equivale aproximadamente a cuatro veces la masa del combustible consumido. 
La destilación destructiva y los procesos relacionados son, en efecto, los descendientes industriales modernos de las embarcaciones tradicionales que queman carbón. Como tales, son de importancia industrial en muchas regiones, como Escandinavia. Los procesos modernos son sofisticados y requieren una ingeniería cuidadosa para producir los productos más valiosos posibles a partir de las materias primas disponibles.

## Aplicaciones
- La destilación destructiva de la madera produce cientos de compuestos que incluyen alquitrán, terpenos, turpentina y metanol, junto con un residuo sólido de carbón vegetal.[7][8]
- La destilación destructiva de una tonelada de carbón puede producir 700 kg de coque, 100 litros de amoniaco, 50 litros de alquitrán y 400 m³ de gas de carbón.
- La destilación destructiva es un método cada vez más prometedor para reciclar monómeros derivados de polímeros de desecho.
- La destilación destructiva del caucho natural resultó en el descubrimiento del isopreno que llevó a la creación de cauchos sintéticos como el neopreno.[9]